# Biedrzykowice
Biedrzykowice ist eine Ortschaft mit einem Schulzenamt der Stadt-und-Land-Gemeinde Działoszyce im Powiat Pińczowski der Woiwodschaft Heiligkreuz in Polen.

## Geschichte
1389 wurde der Ort als Bedruchouicz erstmals erwähnt. Der patronymische Ortsname (Suffix -(ow)ice), ursprünglich Biedrzychowice, einmalig Kedrzichowicze, ist vom Personennamen Biedrzych/Biedrzyk (dieser Name wurde z. B. 1306 Bedrico, 1387 Bedrzich erwähnt; aus dem Personennamen Bedrich, der altpolnischen Entsprechung des deutschen Namens Frithuric/Friedrich – im Gegenteil zu tschechischen Bedřich in der Neuzeit nicht etabliert) abgeleitet.
Der Ort lag um das Jahr 1600 am nordöstlichen Rand des Kreises Proszowice bzw. Kraków in der Woiwodschaft Krakau in der Adelsrepublik Polen-Litauen.
In der Dritten Teilung Polens wurde Biedrzykowice 1795 mit Westgalizien an das Königreich Galizien und Lodomerien des habsburgischen Kaiserreichs angeschlossen. 1809 kam es ins Herzogtum Warschau und 1815 ins neu entstandene russisch beherrschte Kongresspolen. 1827 gab es dort 16 Häuser mit 117 Einwohnern.
Nach dem Ende des Ersten Weltkriegs kam Biedrzykowice zu Polen. Im Zweiten Weltkrieg gehörte es zum Distrikt Radom im Generalgouvernement. Von 1975 bis 1998 gehörte Biedrzykowice zur Woiwodschaft Kielce.